# Dore Gold

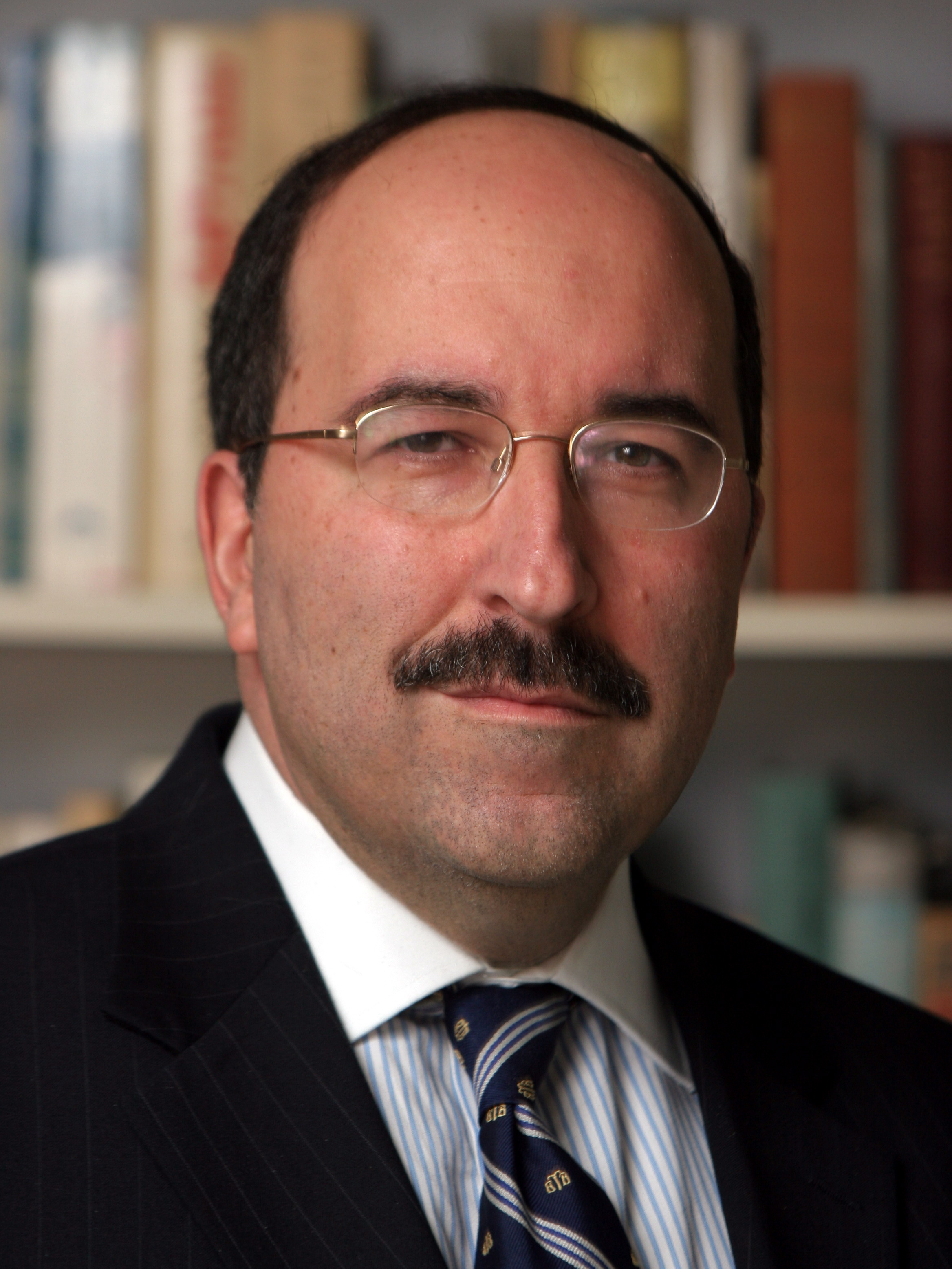
Dore Gold

Isidore „Dore“ Gold (hebräisch איזידור "דורי" גולד; geboren am 25. Juli 1953, Hartford, Connecticut; gestorben am 3. März 2025 in Jerusalem) war ein als US-Amerikaner geborener Israeli. Er war Politikwissenschaftler und Diplomat.
Nachdem er 1980 nach Israel ausgewandert war (Alija), arbeitete Gold an den Forschungsinstituten Moshe Dayan Center for Near East Studies und Jaffee Centre for Strategic Studies, bevor er von 1996 bis 1997 als außenpolitischer Berater von Ministerpräsident Benjamin Netanjahu fungierte. Anschließend wurde er zum Ständigen Vertreter Israels bei den Vereinten Nationen ernannt und behielt dieses Amt bis 1999.
Gold war von 2000 bis 2022 Präsident des Thinktanks Jerusalem Center for Public Affairs und von Mai 2015 bis Oktober 2016 Generaldirektor des israelischen Außenministeriums.

## Leben

### Jugend
Dore Gold wurde am 25. Juli 1953 in Hartford, Connecticut geboren und wuchs in einer konservativen jüdischen Familie auf. Seine Grundschulbildung erhielt er an der orthodoxen Jeschiwa in Hartford. In den 1970er-Jahren besuchte Gold die Northfield Mount Hermon School (Class of 1971) und dann die Columbia University. Er erwarb einen Bachelor of Arts (BA) und einen Master of Arts (MA) in Politikwissenschaft und einen PhD in Politikwissenschaft und Middle Eastern Studies (Studien zum Mittleren Osten).
Gold studierte Arabisch und spezialisierte sich auf Internationales Recht; seine Doktorarbeit behandelt Saudi-Arabien. Seine Forschung bildete später die Grundlage für seinen Bestseller Hatred’s Kingdom: How Saudi Arabia Supports the New Global Terrorism (The New York Times, 2003). In dem Buch argumentierte er, dass Saudi-Arabien aktiv Terrorismus unterstütze, indem es die Feinde der Vereinigten Staaten und seiner Verbündeten bezahle.
Gold wanderte 1980 nach Israel aus.

### Karriere

#### Akademische Karriere
Golds Karriere begann 1985, als er als Senior Research Associate an der Universität Tel Aviv im Moshe Dayan Center for Near East Studies arbeitete. Später wurde er zum Direktor des U.S. Foreign and Defense Policy Project am Jaffee Centre for Strategic Studies (Institute for National Security Studies) an der Universität Tel Aviv und hatte diese Stelle von 1985 bis 1996.

#### Friedensprozess
1991 war Gold Berater für die israelische Delegation bei der Madrider Konferenz.

#### Berater von Benjamin Netanyahu
Gold war langjähriger Vertrauter des israelischen Premierministers Benjamin Netanyahu. Von Juni 1996 bis Juni 1997 diente er ihm als Foreign Policy Adviser.
Mit Barry Rubin und Judith Colp Rubin waren Gold und Netanyahus Berater Yitzhak Molcho die ersten Gesandten der neu gewählten Likud-Regierung, die sich am 27. Juni 1996 mit Jassir Arafat im Gazastreifen trafen. Dennis Ross bezieht sich auf die „Abu-Mazen–Dore Gold“-Gespräche, die dazu führten, dass die Palästinenser ihre Büros in Ostjerusalem schlossen, nachdem Israel argumentiert hatte, dies sei eine Verletzung des Oslo-Friedensprozesses.
Ebenfalls im Jahr 1996 erreichte Gold die Zusage von US-Außenminister Warren Christopher, dass die „Kaution“ (deposit) von Jitzchak Rabin bezüglich der Zukunft der Golanhöhen für den Staat Israel nicht bindend sei. Zu diesen Bemühungen gehörte auch die Erlangung einer neuen US-Zusage der Clinton-Administration bezüglich des Briefes von Gerald Ford vom September 1975, in dem es hieß, die USA würden einem Verbleib Israels auf den Golanhöhen großes Gewicht beimessen. Diese erneuerte Zusage erfolgte in Form eines formellen Zusicherungsschreibens an Ministerpräsident Benjamin Netanjahu am 19. September 1996. Gold war auch direkt in die Verhandlungen zum Hebron-Protokoll 1997 involviert. Von 1997 bis 1999 diente Gold als Ständiger Vertreter Israels bei den Vereinten Nationen in New York.
Nach der Ernennung von Ron Dermer zum israelischen Botschafter in den Vereinigten Staaten war Gold ab dem 1. Januar 2014 erneut als Außenpolitiker für Netanjahu im Büro des Premierministers tätig. Sein Zuständigkeitsbereich umfasste die Beziehungen Israels zu den USA und den Vereinten Nationen sowie die Iran-Politik. Offiziell war er externer Berater, behielt aber seine Position als Leiter des JCPA.
Im Mai 2015 ernannte Netanjahu Gold vorbehaltlich der Zustimmung des Kabinetts zum Generaldirektor des israelischen Außenministeriums. Während seiner Amtszeit war Gold de facto Israels Außenminister, da Netanjahu gleichzeitig Außenminister und Premierminister war. Er erzielte mehrere außenpolitische Durchbrüche, darunter die Wiederherstellung der diplomatischen Beziehungen zu mehreren afrikanischen Ländern. Am 13. Oktober 2016 trat er nach 16 Monaten aus persönlichen Gründen von seinem Posten als Generaldirektor zurück. Als Leiter des JCPA war er zurückgetreten, um Generaldirektor zu werden, und kehrte nach seinem Rücktritt in dieses Amt zurück.

#### Jerusalem Center for Public Affairs
Von 2000 bis 2022 war Gold Präsident des gemeinnützigen Instituts Jerusalem Center for Public Affairs. Von 2001 bis 2003 war er Berater des israelischen Premierministers Ariel Sharon, insbesondere beim Gipfeltreffen mit Präsident George W. Bush in Akaba (Aqaba summit). In dieser Zeit trat er im Namen der Sharon-Regierung regelmäßig in US-Fernsehprogrammen auf. Im Juli 2003 sagte er als Sachverständiger vor dem Ausschuss für Regierungsangelegenheiten des US-Senats zur angeblichen Rolle Saudi-Arabiens bei der ideologischen und finanziellen Unterstützung des internationalen Terrorismus aus.
Ab 2006 leitete Gold eine internationale Initiative des Jerusalem Center for Public Affairs, die sich dafür einsetzte, dass die UN-Mitgliedsstaaten rechtliche Schritte gegen den iranischen Präsidenten Mahmud Ahmadineschad einleiten sollten, da er mit seinen wiederholten Äußerungen, Israel „von der Landkarte zu tilgen“, gegen die Anti-Aufwiegelungsklauseln der Völkermordkonvention von 1948 verstoßen habe. Gold leitete eine Delegation zu einer Konferenz, die gemeinsam mit der Konferenz der Präsidenten der wichtigsten amerikanischen jüdischen Organisationen am 14. Dezember 2006 bei der Anwaltskammer des New York County stattfand. Zu den Rednern gehörten der ehemalige kanadische Justizminister Irwin Cotler, Alan M. Dershowitz von der Harvard Law School und der US-Botschafter bei den Vereinten Nationen, John R. Bolton.
Gold führte eine israelische Delegation zu einer zweiten Konferenz im britischen Unterhaus am 25. Januar 2007 an. Den Vorsitz führte Lord David Trimble, und die Konferenz wurde von Mitgliedern der britischen Labour Party und der Conservative Party unterstützt. Der damalige israelische Ministerpräsident Benjamin Netanjahu schloss sich dem israelischen Team an. Infolge dieser Bemühungen forderten über 60 Mitglieder des Unterhauses die Anklageerhebung gegen Ahmadinedschad. Eine dritte Veranstaltung, organisiert von Gold und der International Association of Genocide Scholars, fand am 23. September 2008 in Washington, D.C. statt. Redner bei der dritten Konferenz waren Botschafter Richard Holbrooke, der ehemalige US-Botschafter bei den Vereinten Nationen, sowie Salih Mahmoud Osman, Mitglied des sudanesischen Parlaments und Verfechter der Menschenrechte in Darfur.

## Persönliches, Tod und Vermächtnis
Gold war verheiratet mit Ofra. Das Paar hatte zwei Kinder. Er starb am 3. März 2025 im Alter von 71 Jahren.
Er galt als Wegbereiter für die Neueinwanderer (olim – Alijah) für die Besetzung höchster Stellen in der israelischen Regierung.

## Werke
- The Rise of Nuclear Iran: How Tehran Defies the West. Regnery 2009. ISBN 1-59698-571-2
- The Fight for Jerusalem:  Radical Islam, the West, and the Future of the Holy City. Regnery, Blackstone Audiobooks. Jan 2007. ISBN 0-7861-4784-9
- Tower of Babble: How the United Nations Has Fueled Global Chaos. Crown Forum, November 2004. ISBN 1-4000-5475-3
- Hatred’s Kingdom: How Saudi Arabia Supports the New Global Terrorism. Regnery 2003. ISBN 0-89526-135-9
- American Military Strategy in the Middle East: The Implications of the US Regional Command Structure (CENTCOM) For Israel. Ministry of Defense Publications, Tel Aviv 1993.
- Israel as an American Non-NATO Ally: Parameters of Defense and Industrial Cooperation. Westview Press Boulder 1992.